# 一地兩檢
一地两检是指两个国家（或一个国家内采取边境管制的两个地区）之间的边境管制机关，共同在其中一方的司法管辖区域内的同一地点为过境旅客办理清关及查验手续，于各方管制区内实施各自法律的出入境安排。“一地兩檢”是中華人民共和國及其香港特別行政區和澳門特別行政區所使用的術語，与其他各國及各地區之間的共同邊境管制安排不相同，主要區別在於“一地兩檢”只是簡化流程和縮短辦理時間，程序上仍然分開邊境檢查。

## 共同检查
共同检查（日語：共同検査）是1911年至1945年間日治朝鲜和中華民國（后为满洲国）间口岸的边检及海关查验模式。1911年10月日本驻朝鲜总督府铁道局承建的鸭绿江大桥（今鸭绿江断桥）完工，日本和清政府于同年11月2日签订《日清关于国境列车直通运转的协议》:255。根据协议，两国在安东站（现丹东站）共同设置海关和证件查验部门，乘坐国际列车的旅客在车站需携带随身行李下车接受两国的出入境检查，而海关官员则会在乘客下车时上车查验乘客的大件行李。1933年连接图们和南阳的铁路桥完工，日本和当时的满洲国政府于1935年5月22日签订《关于经过图们江国境之列车直通运转及税关手续简捷之协定》，在图们站实施共同查验。之后实施过共同查验的口岸有：开山屯-上三峰边境的上三峰站（现三峰站）和辑安（现集安）-满浦边境的满浦站:103-105。

## 一站式检查

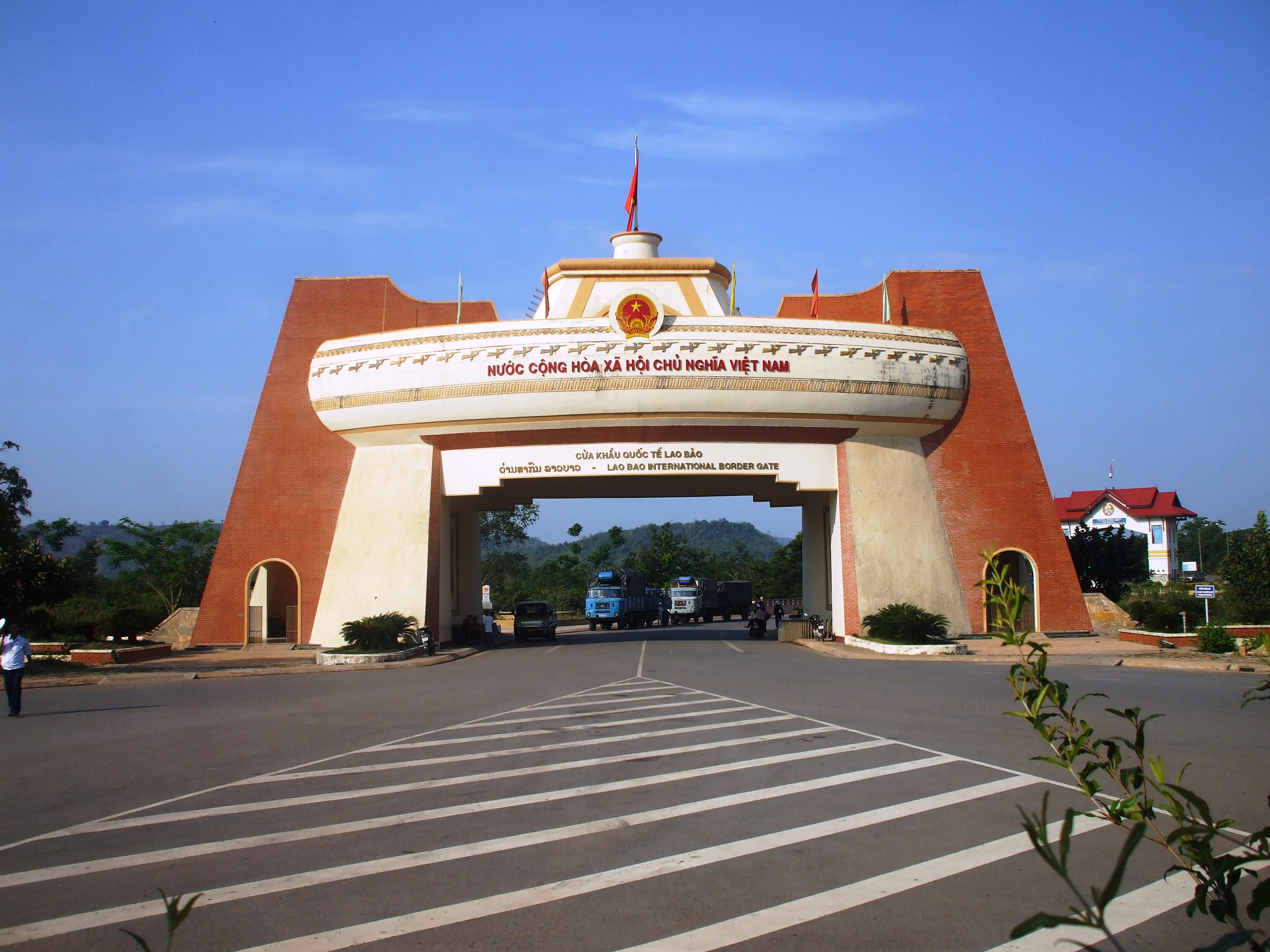
牢堡口岸

根據《大湄公河次區域便利货物及人员跨境运输协定》第4(b)條，一站式检查（英語：Single-stop inspection）指“边境双方国家的官员在履行职责过程中尽可能的互相协助。两个相邻国家的主管部门可同时进行检查。如当地地形不允许设置紧贴式边境检查站，缔约一方的监管官员应被允许到缔约另一方境内履行其职责。”在亞洲開發銀行倡议下，中华人民共和國、越南、柬埔寨、老撾、泰國及緬甸共同发起大湄公河次區域經濟合作機制，並相繼加入了機制下的《便利货物及人员跨境运输协定》。其中，越南牢堡市鎮－老撾丹沙湾国际口岸實現了一站式检查，所有出入境的人员在一个窗口接受越老双方联合检查。

## 合作查驗，一次放行

### 聯檢大樓查驗通道

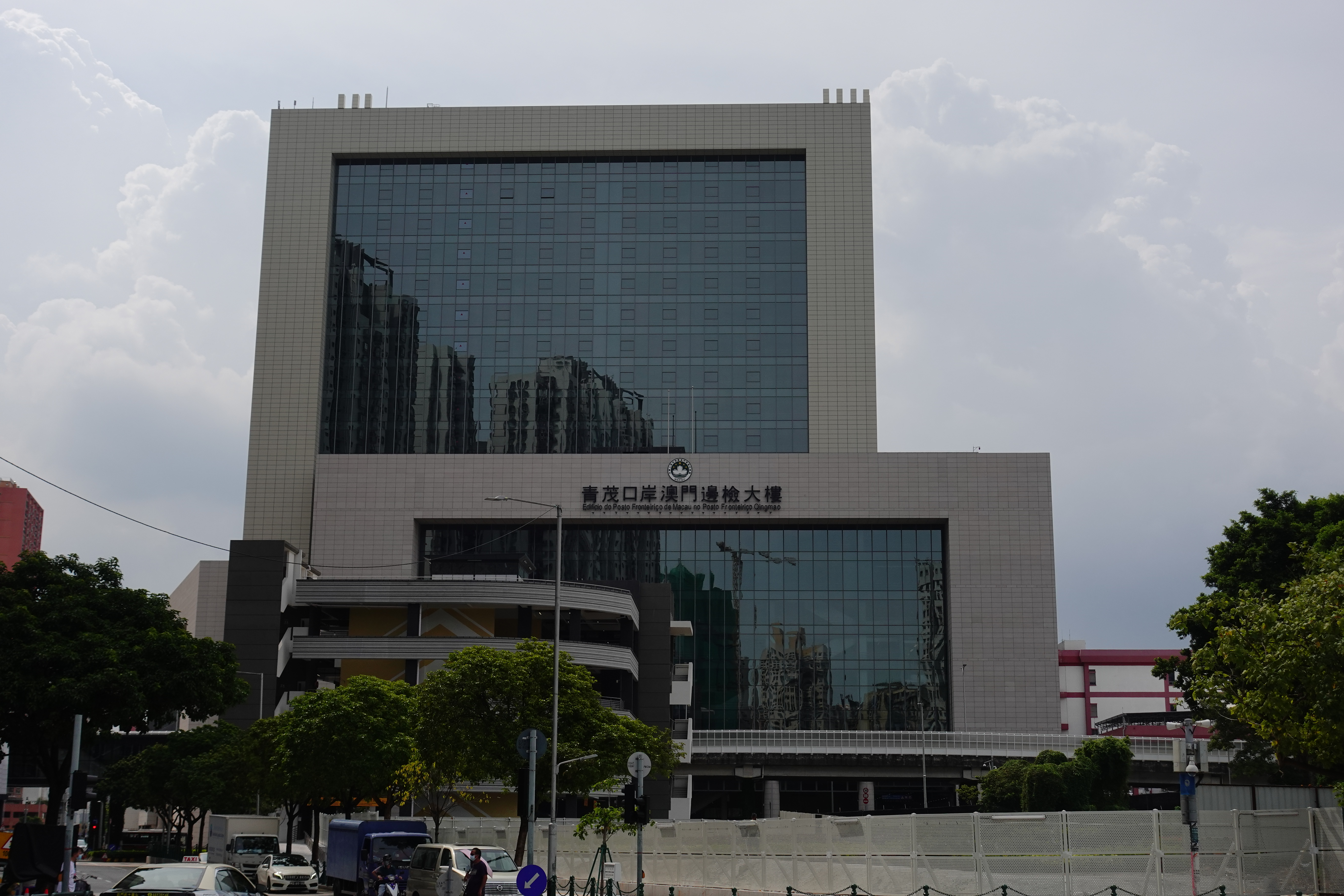
青茂口岸澳門邊檢大樓

合作查驗，一次放行（英語：Joint boundary clearance）（或稱兩地一檢）为中國大陸和澳門使用。旅客只需於查驗通道排一次隊便可分別完成澳門和珠海的出入境手續。正在實行的有港珠澳大橋珠澳口岸（珠澳旅檢大廳）、横琴口岸、青茂口岸。在深圳和香港邊境，正在建设中的皇岗口岸新联检楼以及籌備中的沙头角口岸新联检楼擬採用兩地一檢。
使用兩地一檢口岸的出入境旅客中的香港和澳門居民需要授權將個人資料轉移至中國大陸，方可使用合作自助查驗通道。反之，内地居民亦需要授權將個人資料轉移至港澳。
在港珠澳大橋澳門口岸珠澳旅檢大廳和横琴口岸旅檢大廳內有三種查驗通道，分別有“三道闸门、界线分明”的合作自助查驗通道、“出境电子管控、入境人工查验”的合作人工查驗通道和“檯並檯、肩並肩”的傳統人工查驗通道，而横琴口岸隨車人員驗放廳和青茂口岸不設合作人工查驗通道，僅設合作自助查驗通道和傳統人工查驗通道。
以下是珠澳口岸三種查驗通道的適用對象及證件：
| 查驗通道         | 適用對象 | 適用證件 |
| ---------------- | --- | --- |
| 合作自助查驗通道 | 同時符合中國内地和澳門自助通關條件的中國内地居民、澳門居民和香港永久性居民；台灣居民（不適用於青茂口岸）；持用外国护照及中华人民共和国外国人永久居留身份证、持用外国电子护照及6个月以上中华人民共和国外国人居留许可和持用外国电子护照及6个月以上多次有效中国签证且同时持有澳门居民身份证的外国人（僅適用於橫琴口岸） | - 中國内地居民：往來港澳通行證/因公往來港澳通行證 - 澳門居民：澳門居民身份證、港澳居民來往内地通行證/港澳居民來往内地通行證（非中國籍） - 香港永久性居民：香港永久性居民身份證、港澳居民來往内地通行證/港澳居民來往内地通行證（非中國籍） - 台灣居民：台灣居民來往大陸通行證 - 外國公民：澳門居民身份證/電子護照 |
| 合作人工查驗通道 | 同時符合中國内地和澳門自助通關條件的中國内地居民、澳門居民和香港永久性居民；台灣居民（不適用於青茂口岸）；持用外国护照及中华人民共和国外国人永久居留身份证、持用外国电子护照及6个月以上中华人民共和国外国人居留许可和持用外国电子护照及6个月以上多次有效中国签证且同时持有澳门居民身份证的外国人（僅適用於橫琴口岸） | - 中國内地居民：往來港澳通行證/因公往來港澳通行證 - 澳門居民：澳門居民身份證、港澳居民來往内地通行證/港澳居民來往内地通行證（非中國籍） - 香港永久性居民：香港永久性居民身份證、港澳居民來往内地通行證/港澳居民來往内地通行證（非中國籍） - 台灣居民：台灣居民來往大陸通行證 - 外國公民：澳門居民身份證/電子護照 |
| 傳統人工查驗通道 | 任何人士 | 按規定可使用的旅行證件 |

### 大一站式查驗車道
橫琴口岸聯合一站式車道是首個實施「合作查驗、一次放行」創新查驗模式，實現出入境車輛「一次排隊，一次放行」。橫琴海關、橫琴邊檢以及澳門海關、澳門治安警察局、澳門衛生局粵澳兩地五家口岸查驗單位，在同一通關車道、同一驗放平臺，完成對通關車輛及人員信息的一次採集、分別處置、聯合驗放，以簡化通關環節和提升通關效率。
「大一站式」新型通關模式，即通關車輛及其駕駛者只需要進行一次查驗，便可完成橫琴及澳門之間的邊檢、關檢及檢驗檢疫通關程序，提升車輛通關效率，首階段於2023年9月26日15時起開放試運行，合共設有各15條車道（橫琴往澳門方向6條車道，澳門往横琴方向9條車道，包括9條客車車道、6條貨車車道），共30條車道，實施24小時通關；每日最大通關車流量可達43,000 架次。2024年3月18日15時起，30條車道全面啟用。
使用方法方面，可通關的車輛駛入客貨車聯合一站式查驗通道前，會經過客車風險檢查區，車牌被顯示在屏幕上的車輛須接受當地海關檢查，其後就可選擇自助快捷通道或人工通道。自助快捷通道採自助化通關，通關人士自行透過人員信息採集一體機辦理通關手續，需按語音提示自行採集指紋和面相、接受中國海關及澳門海關檢查和檢測體溫，顯示屏上顯示中國大陸及澳門特區政府相關單位資料通過後即可通關；車輛進入通關通道時，若前方有車正在通關，車輛須停在黃格外。車輛在通關過程中遇上異常情況時，如駕駛者證件損毀、車輛備案超出有效期等，閘門不會打開，需配合現場警員指示退車。
橫琴口岸一層隨車人員驗放廳已於2024年4月9日下午3時投入使用，採用「合作查驗，一次放行」的通關模式。各設有8條快捷查驗通道和3條人工查驗通道，乘坐9座位或以下非營運車輛的隨車人員，均可從隨車人員驗放廳通關。前往橫琴的隨車人員，在澳方口岸區原來的上落客點下車後，按照有關標識標牌的指示，步行前往地面層的隨車人員驗放廳通關。回澳的隨車人員，通關後需步行前往原來的上落客點候車。70周歲或以上老人、10周歲或以下兒童、孕婦等需扶助的中國公民及殘障不便人士，可繼續免下車在出入境車道通關。非上述隨車人員，請從旅檢大廳通關。

## 併置海關、入境及檢疫設施

### 馬來西亞及新加坡

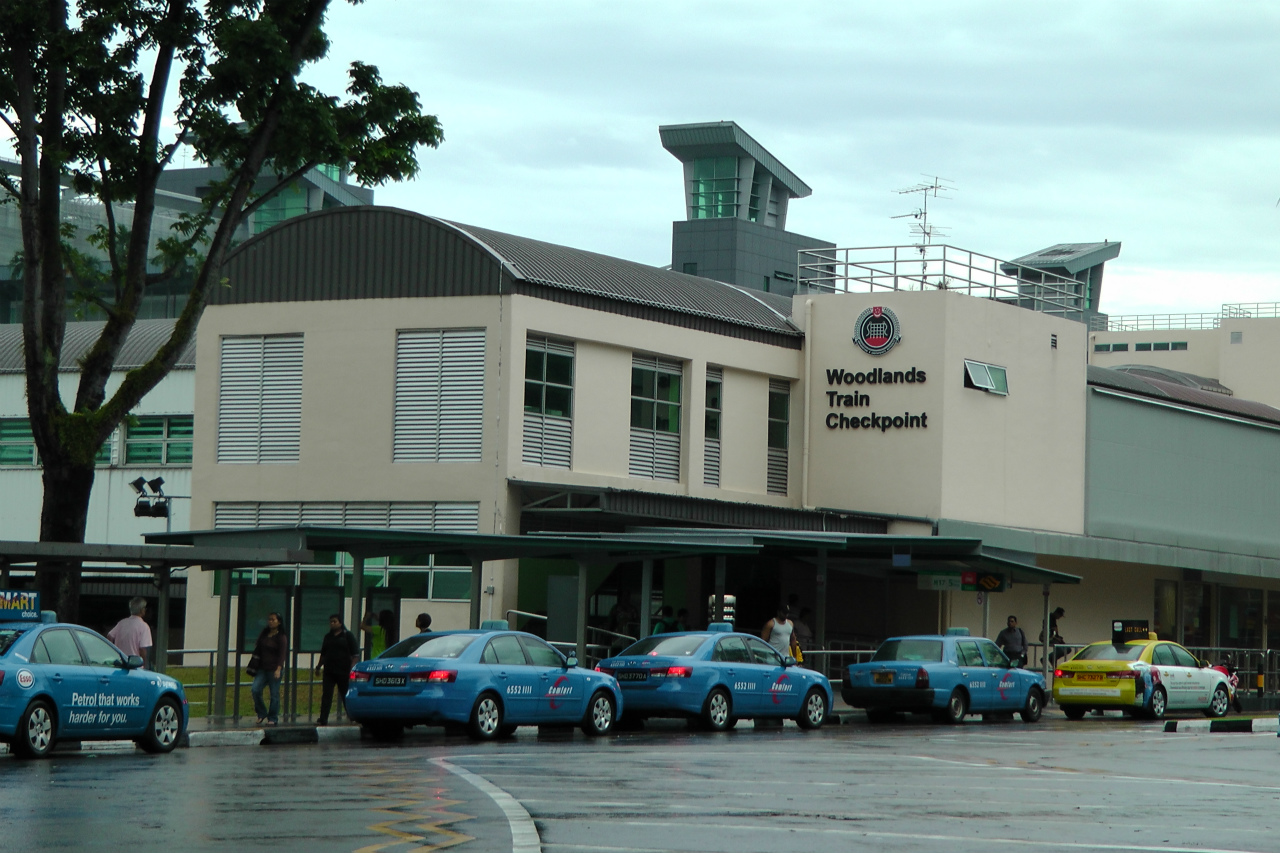
兀兰火车关卡

併置海關、入境及檢疫設施（英語：Co-located Customs, Immigration & Quarantine (CIQ) facility）为马来西亚使用的术语。目前乘搭火車往來马新边界之間的北上旅客須於新加坡的兀蘭火車關卡分別完成新加坡出境及马来西亚入境的手續。南下旅客須於馬來西亞的新山中央车站完成马来西亚出境手續，待列車抵達新加坡的兀蘭火車站后，再辦理新國入境手續。故此一地兩檢只適用於由新方出發的旅客。
此外，位于马来西亚境内、于泰国边境接壤的巴东勿刹站亦设有马泰一地两检设施。
建設中的新山－新加坡捷运系统會在馬來西亞武吉查卡捷運站和新加坡兀蘭北地鐵站併置馬來西亞和新加坡的海關、出入境及檢疫設施，意味出入境旅客都會在同一地點接受兩國的檢查。马新高速铁路也曾计划在吉隆坡大马城站（新隆直通线）、新山依斯干达公主城站（新柔接驳线）及新加坡裕廊东站（新隆直通线及新柔接驳线）三个车站设置一地两检设施。

### 香港

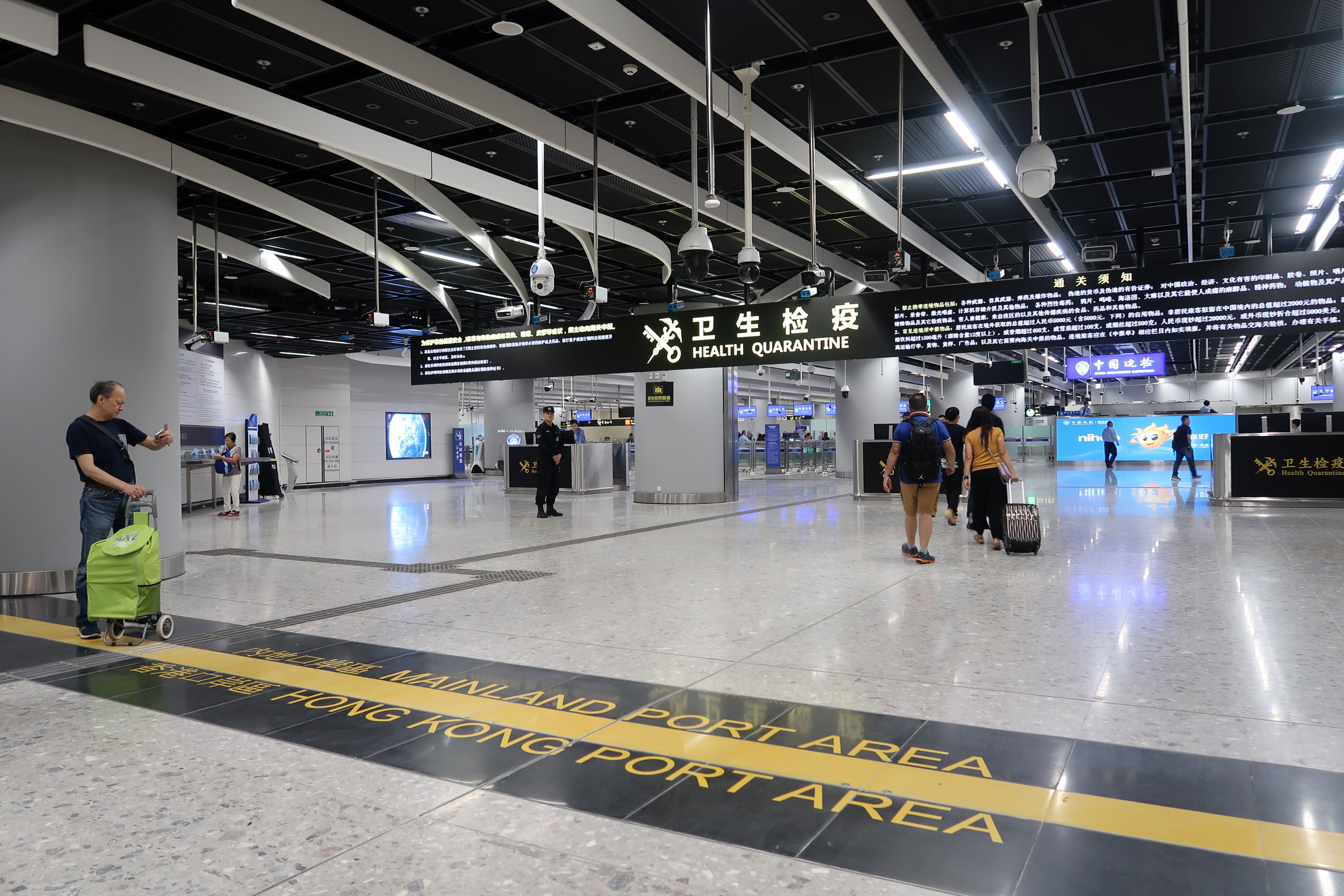
香港西九龍站內地口岸區

併置海關、入境及檢疫設施在中国内地及香港被称为“一地两检”。實行一地兩檢的有位於深圳市的深圳灣口岸、位於香港的廣深港高鐵西九龍站口岸，中國內地和香港特別行政區在各自的口岸區內按本身的法律和規例進行海關和出入境檢查。雙方口岸區互相毗鄰，但不重疊，以免造成司法混淆或真空。
而罗湖、落馬洲支線／福田及香園圍／蓮塘口岸的通关方式和“一地兩檢”近似（均为步行来往两方口岸区）。

## 車上檢查

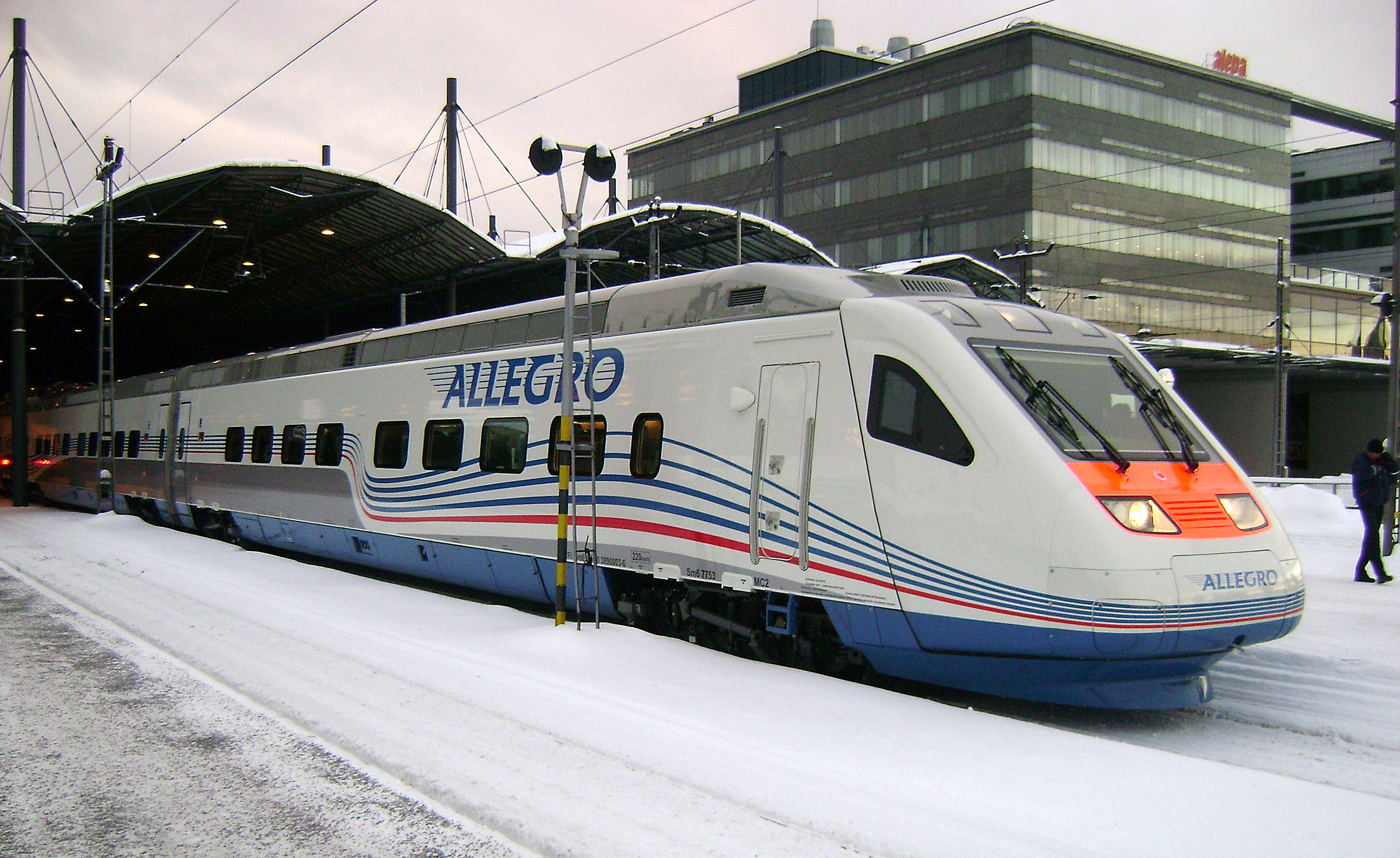
「快板號」列車

來往芬蘭及俄羅斯的高鐵「快板號」（Allegro）及夜車「列夫·托爾斯泰號」（Leo Tolstoy）列車在行駛時由兩國共同執行邊防及海關檢查。乘客須於座位上接受檢查，並出示護照及簽證。執行檢查時關閉廁所及餐車。
在2005年深圳经济特区边境的管制措施废除前，所有乘坐火车前往深圳（关内/二线关）的旅客需持有邊防證才能购买车票，而列车工作人员亦会在列车上抽查乘客的相关证件。

## 一站式口岸

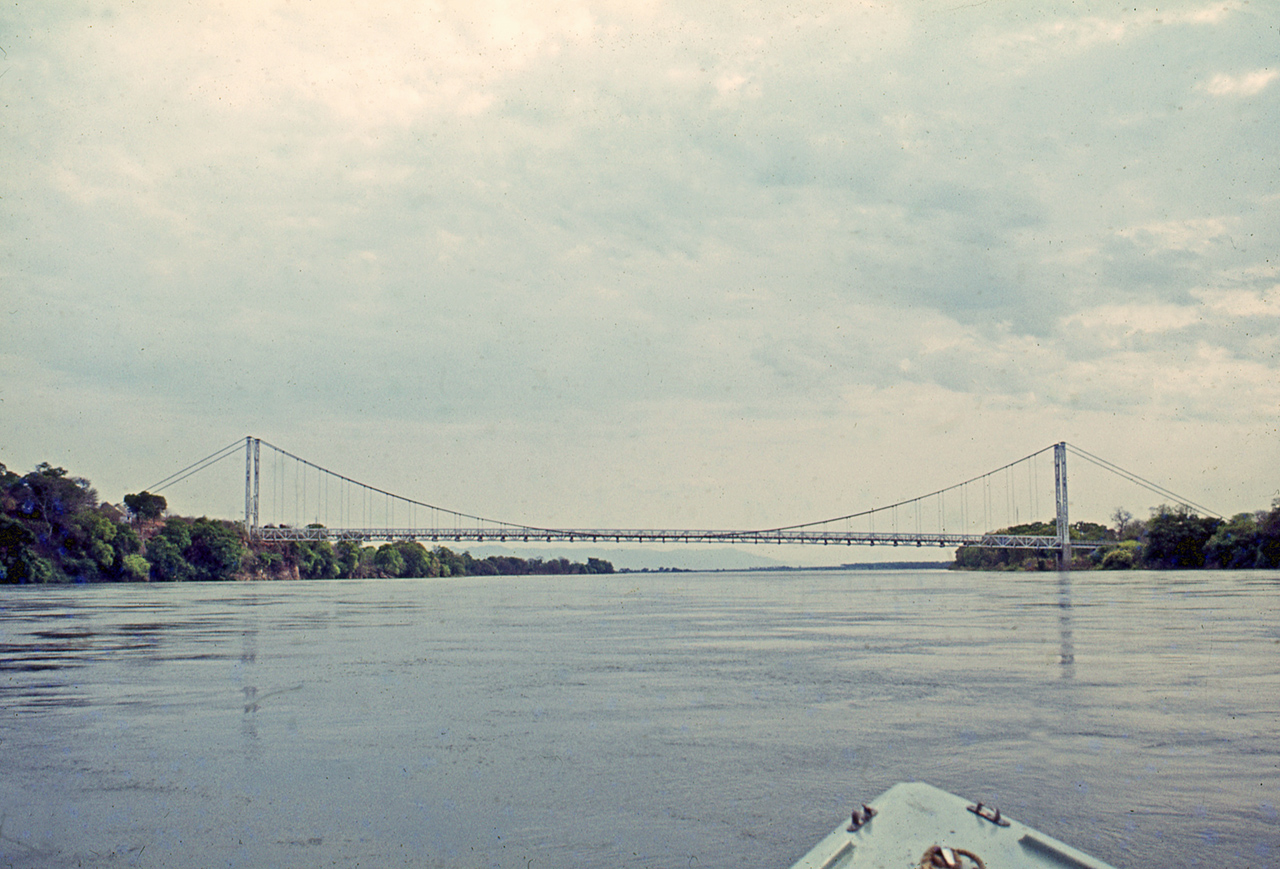
連接 Chirundu 口岸兩個口岸區的 Otto Beit 橋

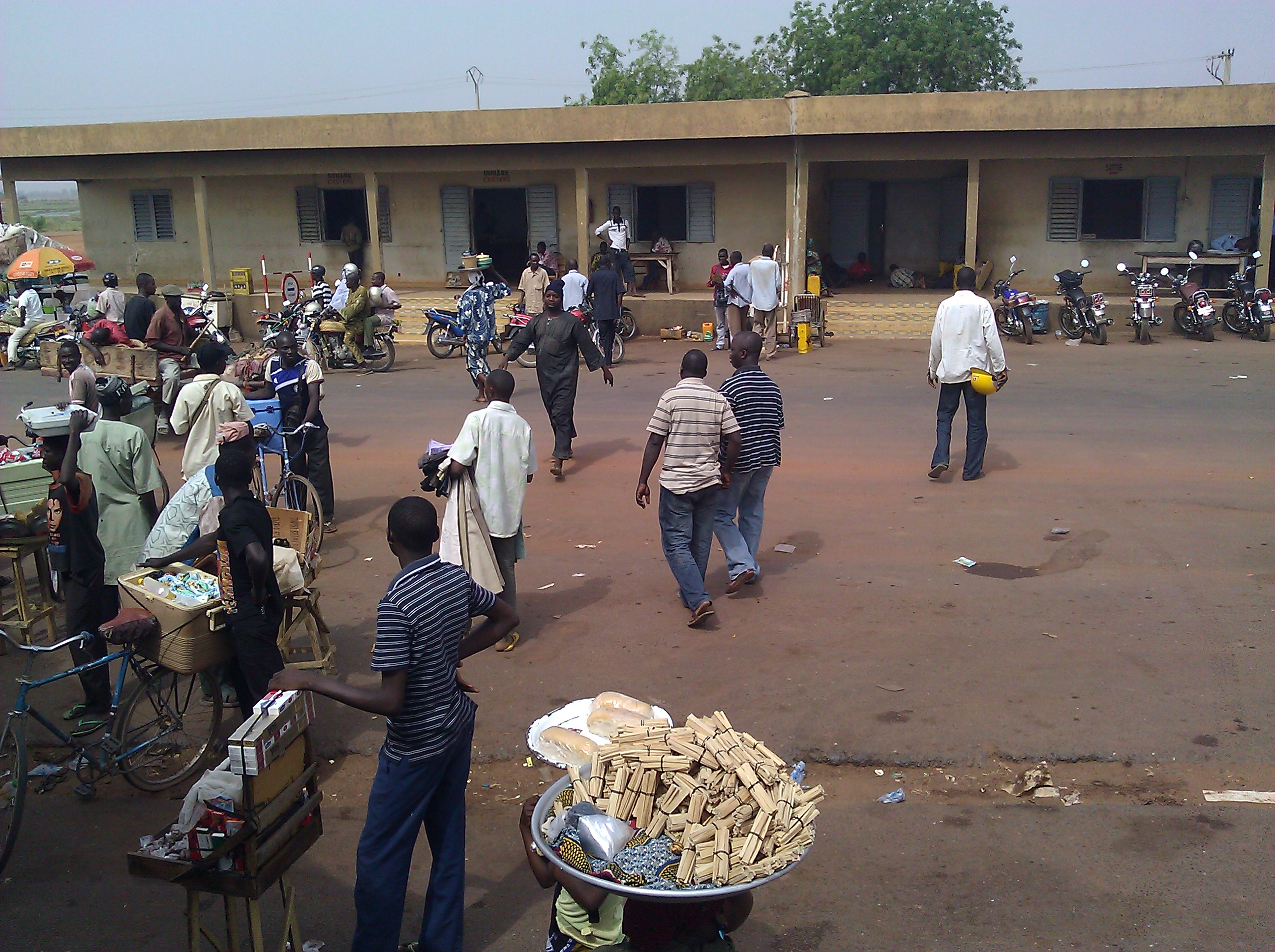
Malanville 口岸

一站式口岸（英語：One Stop Border Post/OBSP）計劃主要用于非洲，由國際協力機構、美國國際開發署、歐洲聯盟、世界銀行及非洲開發銀行出資，东部和南部非洲共同市场秘書處代表「COMESA-EAC-SADC 三方机制」進行管理。兩國在一站式口岸各自設立口岸區，兩國官員在口岸區的共同管制區執法，來往人員在目的地國口岸區接受兩國共同檢查。一站式口岸地點如下：
- 尚比亞來往 辛巴威的 Chirundu 口岸
- 卢旺达來往 的 Nemba/Gasenyi 口岸
- 多哥來往：
  -  布吉納法索的 Cinkansé 口岸
  -  的 Akuna-Noepe 口岸
- 來往：
  -  尼日尔的 Malanville／加亞口岸
  -  奈及利亞的 Sémé-Kraké 口岸
- 乌干达來往：
  -  卢旺达的 Kagitumba/Mirama Hills 口岸
  -  的布西亞口岸
  -  南蘇丹的 Elegu／尼穆萊口岸
- 坦桑尼亚來往：
  -  的 塔韋塔／Holili 口岸及納曼加口岸
  -  布吉納法索的 Kobero/Kabanga 口岸
  -  乌干达的 Mutukula 口岸
  -  尚比亞的 Tunduma 口岸

## 並列管制

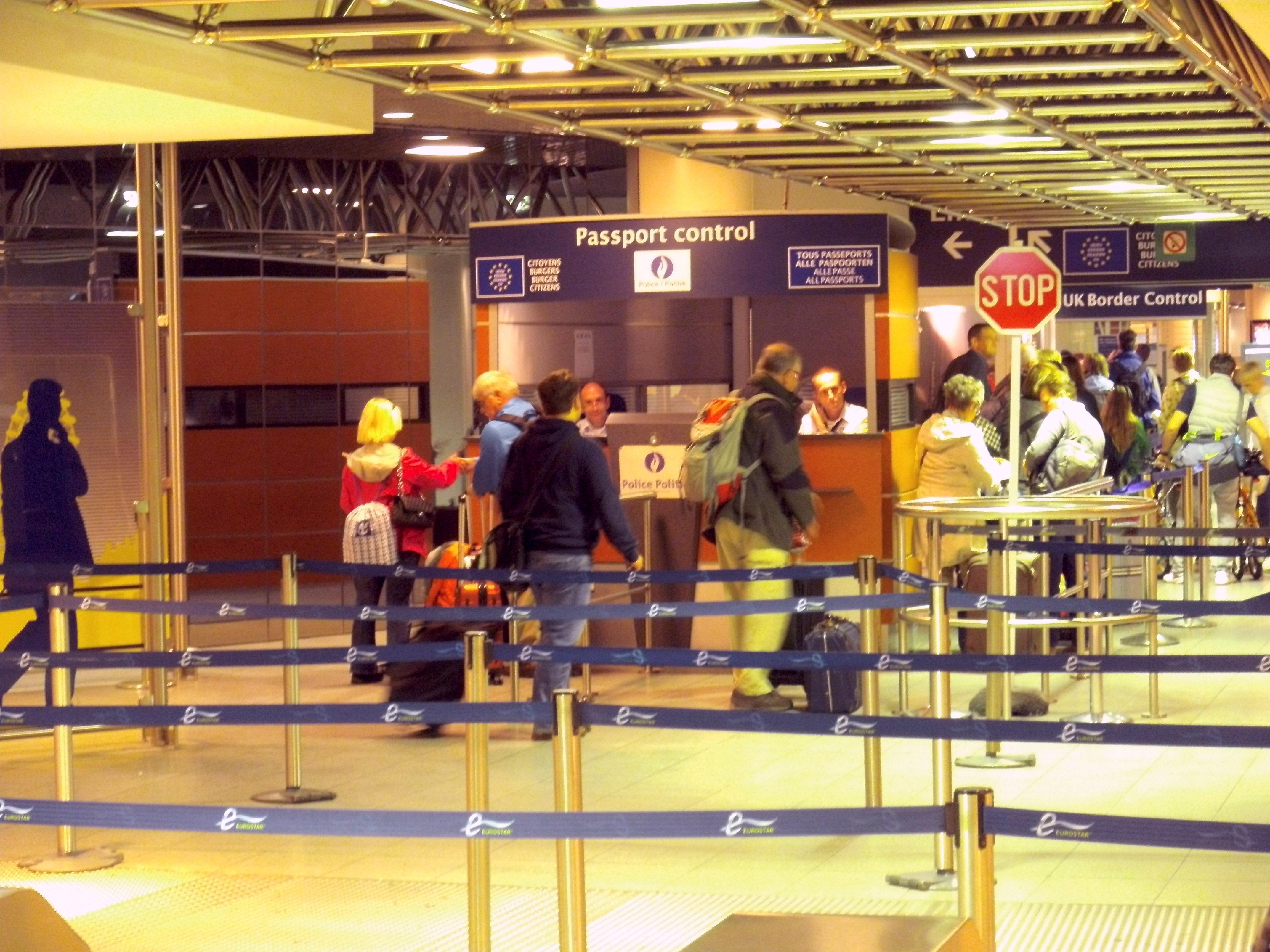
比利時布魯塞爾南站的並列管制設施，比利時護照管制站後為英國邊界管制站

並列管制主要用于欧洲之星列车的目的地国家，其英文Juxtaposed/juxtaposition源于其拉丁文字根並列並排。旅客在登上國際列車或渡輪之前，先行接受目的地國的邊防檢查。乘坐歐洲隧道列車的旅客，須在法國科凱勒接受英國的海關檢查。乘坐歐洲之星國際列車的乘客，若从英国出发，需在英國上車前先接受法國入境檢查（英國一般不進行出境檢查）；若前往英国，在法國、比利時或荷蘭上車前在車站先接受所在国的出境檢查，再接受英國的入境檢查。
並列管制地點如下：英国境内的多佛尔的港口、福克斯通總站、聖潘克拉斯車站、阿什福德國際車站和艾貝斯菲特國際車站；法国境内的加来、敦刻尔克及濱海布洛涅的港口、科凱勒總站、巴黎北站、里爾歐洲車站、加萊－弗和丹車站、比利时境内的布魯塞爾南站以及荷蘭境內的阿姆斯特丹中央車站和鹿特丹中央車站。

## 預先清關

### 美國

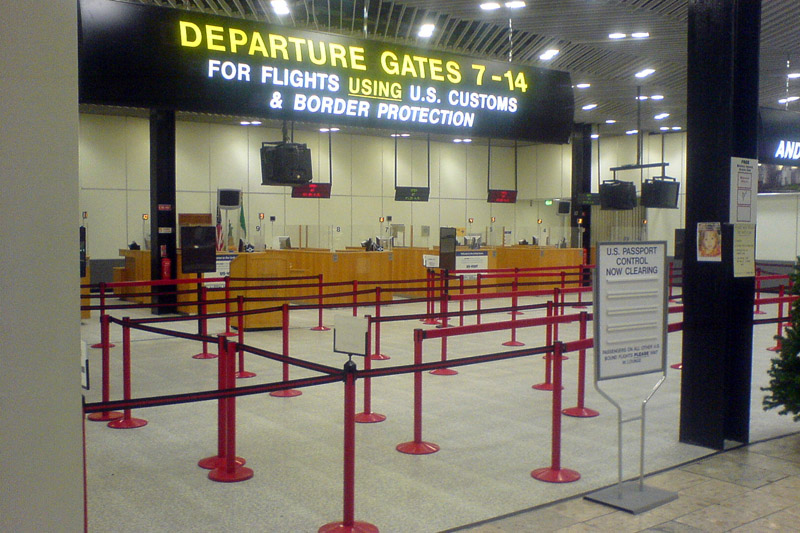
愛爾蘭香农机场的美國境外預先清關設施。

预先清关（英語：Preclearance）为美国常用的清关模式。本通關模式使原本在抵達美國時執行的邊防、海關及農業產品檢查得以提早在出發地所在國執行。目前在加拿大、爱尔兰、阿拉伯联合酋长国、百慕大、巴哈马、阿鲁巴有运营。

### 法國

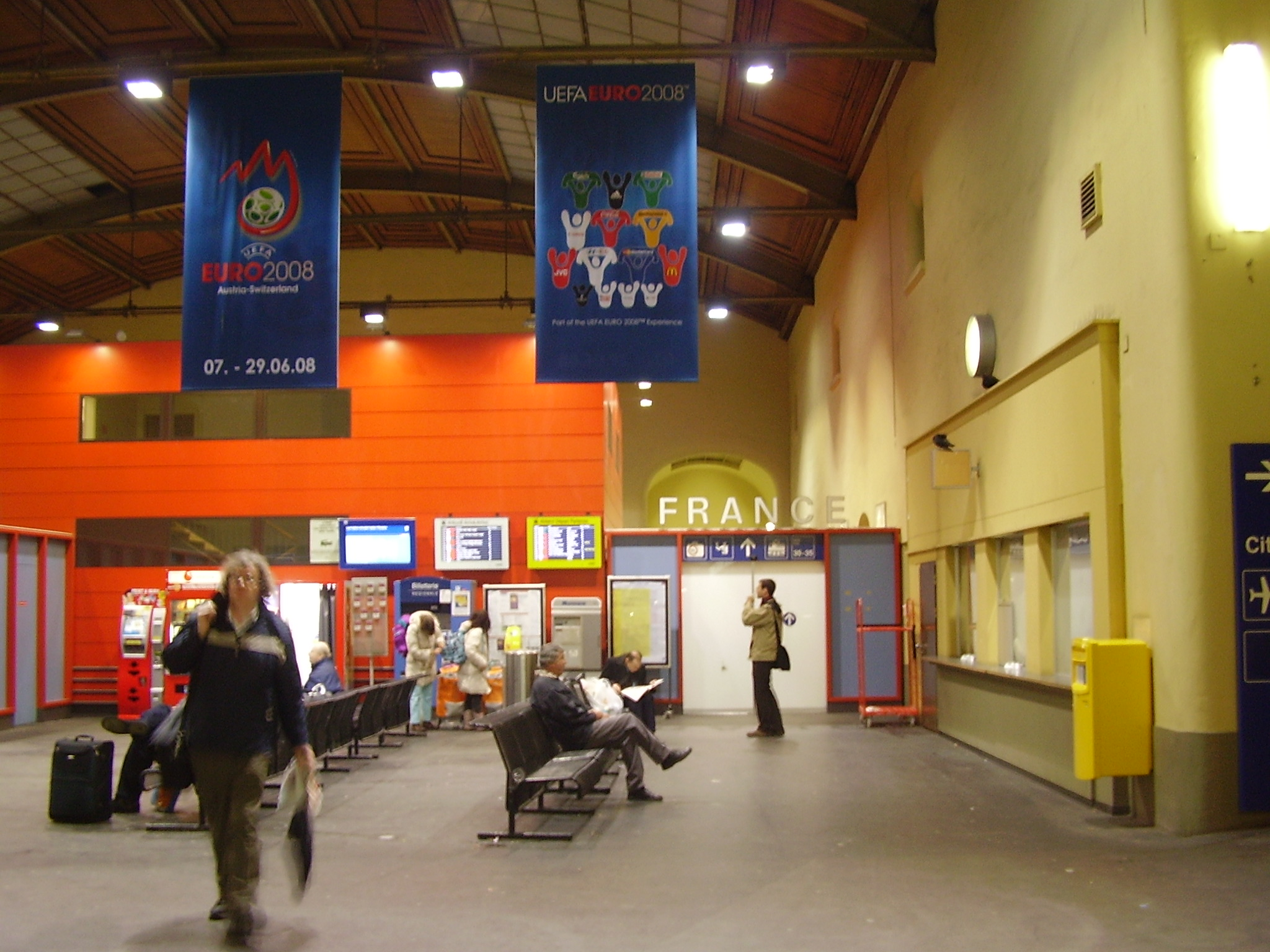
瑞士巴塞爾瑞士車站法國預先清關區入口。

法國海關曾經在瑞士日內瓦科爾納萬車站和巴塞爾瑞士車站設有預先清關區。從這兩座車站乘坐火車前往法國的乘客，在預先清關區接受瑞法兩國海關人員查驗，抵達法國目的地後不需再接受其他查驗。2008年12月12日瑞士加入《申根協議》後，法國海關預先清關區被撤銷。

### 日本
日本政府預定在2024年2月於台灣桃園國際機場啟用入境日本預先入境事先審查，適用於函館、仙台、新潟、高松等10個機場。（僅適用於搭乘中華航空、星宇航空以及台灣虎航飛往前述日本機場之旅客適用，搭乘長榮航空之旅客不適用，需要到當地始得辦理一般入境手續）
但在实际操作中通过日本預先入境事先審查后抵達日本目的地後仍需再接受其他简单查驗，与美國境外預先清關仍有区别。